# 2018 RY5
2018 RY5 — астероид, сближающийся с Землёй и Венерой. Относится к группе аполлонов.
Сближение с Землёй произошло 12 сентября 2018 года в 17:12 UTC, расстояние — 179 тыс. км (0,47 расстояния до Луны), относительная скорость 23,716 км/c (85 378 км/ч).
Астероид был открыт 13 сентября 2018 года, то есть на следующий день после сближения.

## Сближения
| дата             | а. е.    | расстояний до Луны | небесное тело |
| ---------------- | -------- | ------------------ | ------------- |
| 12.09.2018 13:35 | 0,002759 | 1,075              | Луна          |
| 12.09.2018 17:12 | 0,001199 | 0,467              | Земля         |